# Ernest Meissonier
Jean-Louis Ernest Meissonier (Lyon, 21 de fevereiro de 1815 – Paris, 21 de janeiro de 1891) foi um pintor e escultor clássico francês famoso por suas representações de Napoleão, seus exércitos e temas militares. Ele documentou cercos e manobras e foi o professor de Édouard Detaille.

## Trabalho
Meissonier teve grande sucesso em sua vida e foi aclamado por seu domínio dos detalhes finos e habilidade assídua. O crítico de arte inglês John Ruskin examinou seu trabalho longamente sob uma lupa, "maravilhado com a destreza manual de Meissonier e olho para minúcias fascinantes".
A obra de Meissonier alcançou preços enormes e em 1846 ele comprou uma grande mansão em Poissy, às vezes conhecida como Grande Maison. A Grande Maison incluía dois grandes estúdios, o atelier d'hiver, ou oficina de inverno, situado no último andar da casa, e ao nível do solo, um anexo com telhado de vidro, o atelier d'été ou oficina de verão. O próprio Meissonier disse que sua casa e temperamento pertenciam a outra época, e alguns, como o crítico Paul Mantz por exemplo, criticaram o repertório aparentemente limitado do artista. Como Alexandre Dumas, ele se destacou em retratar cenas de cavalaria e aventura masculina em um cenário de pré- revolucionário e a França pré-industrial, especializada em cenas da vida dos séculos XVII e XVIII.

## Galeria

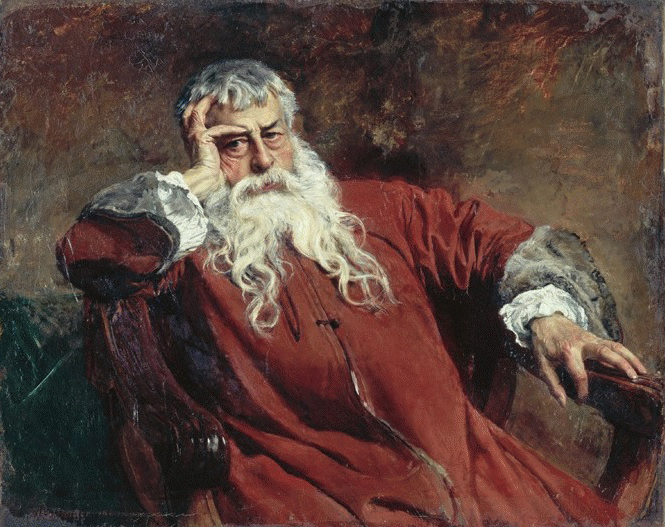
Auto-retrato, 1889.
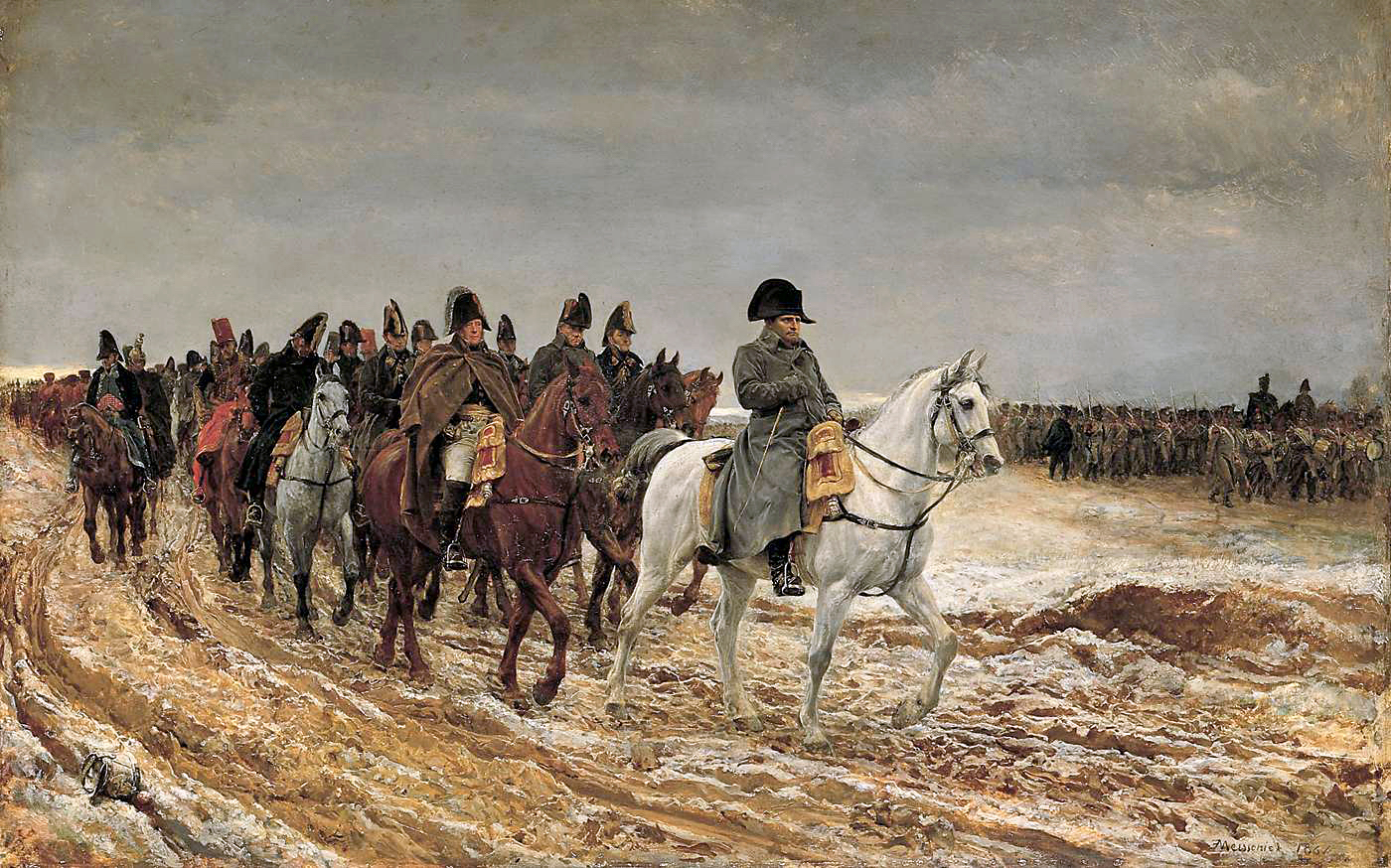
Campanha da França, 1814
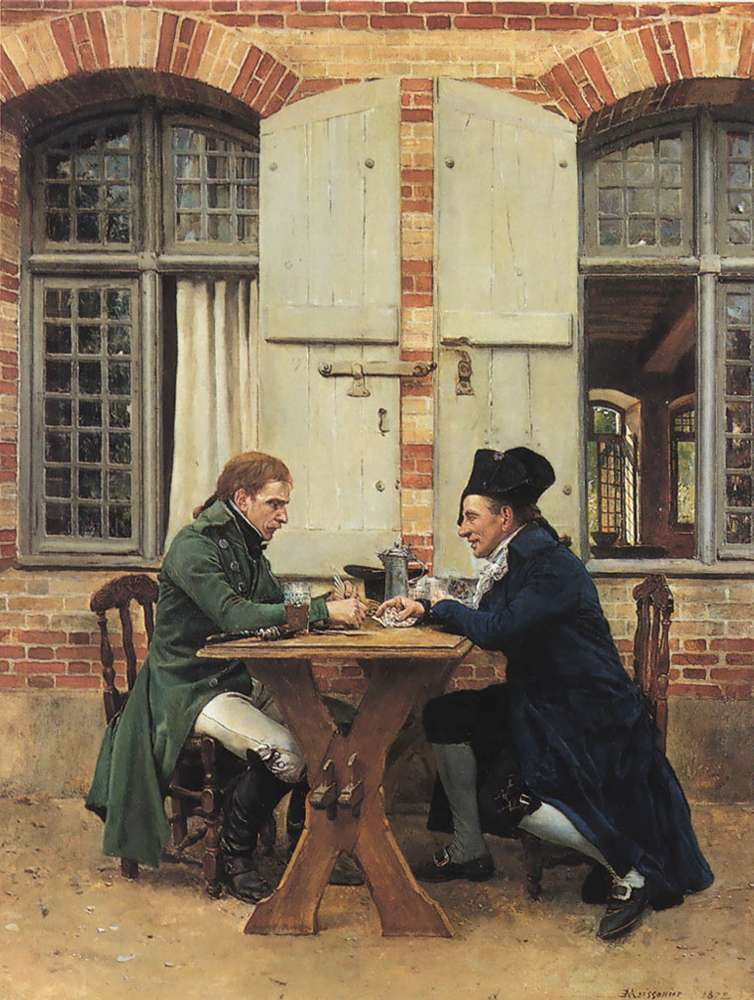
Os jogadores de cartas
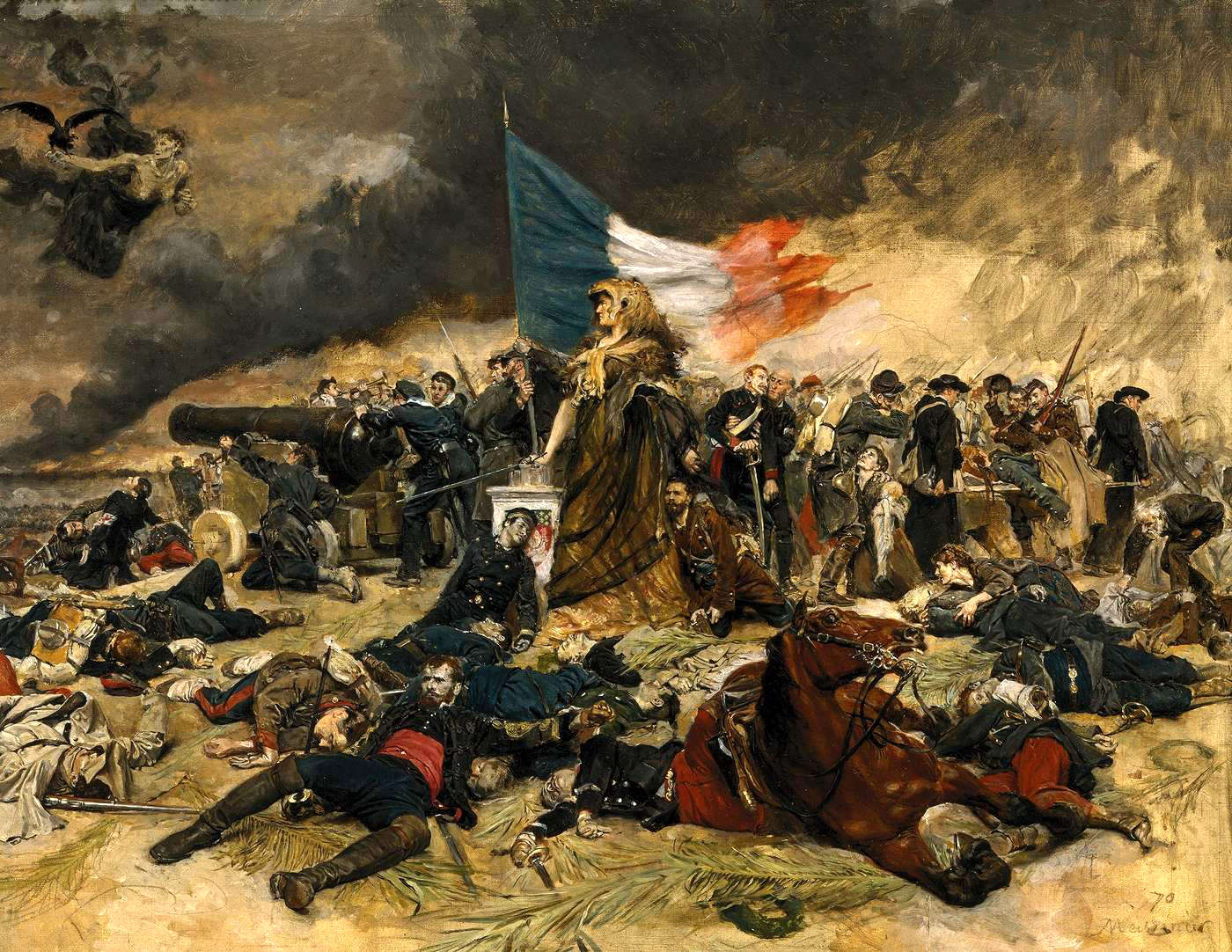
O cerco de Paris em 1870, 1884
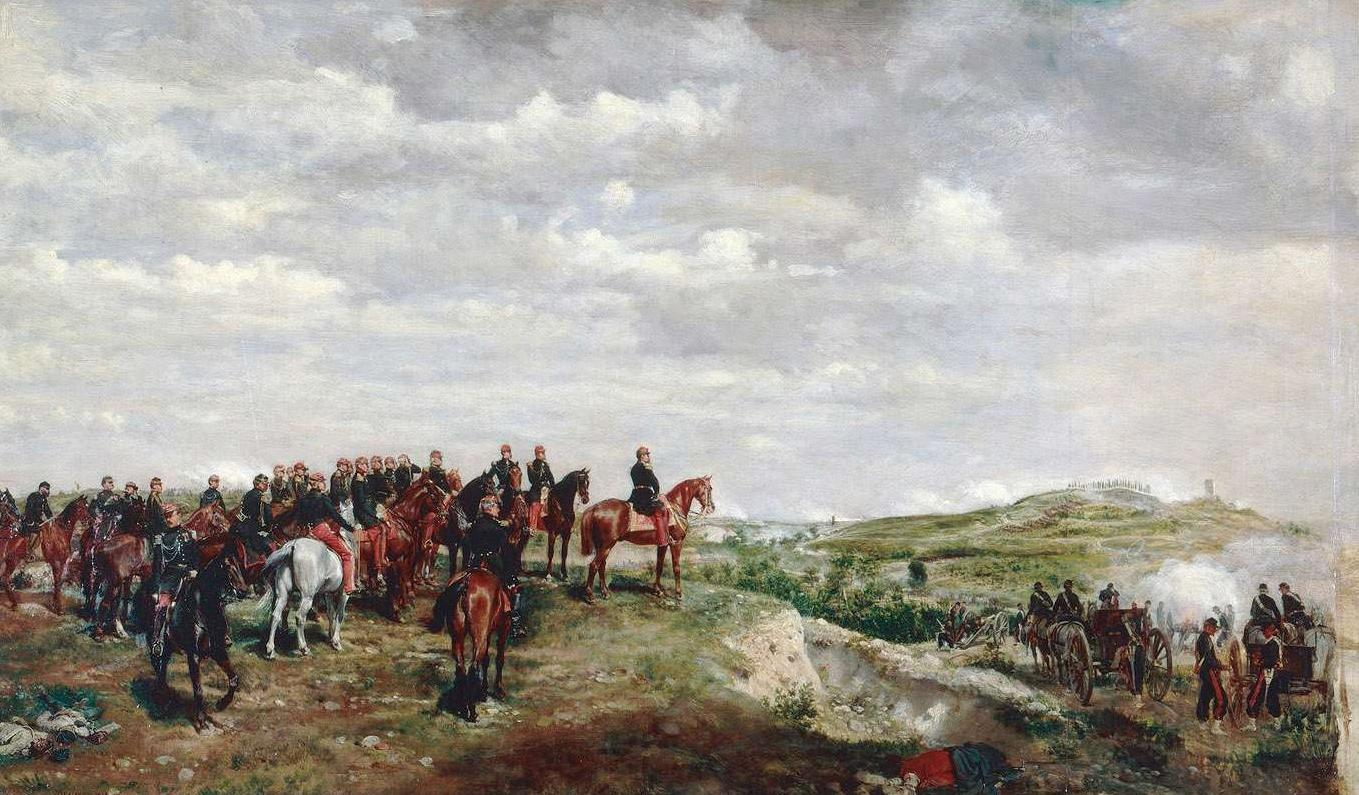
Napoleão III na Batalha de Solferino, 1863
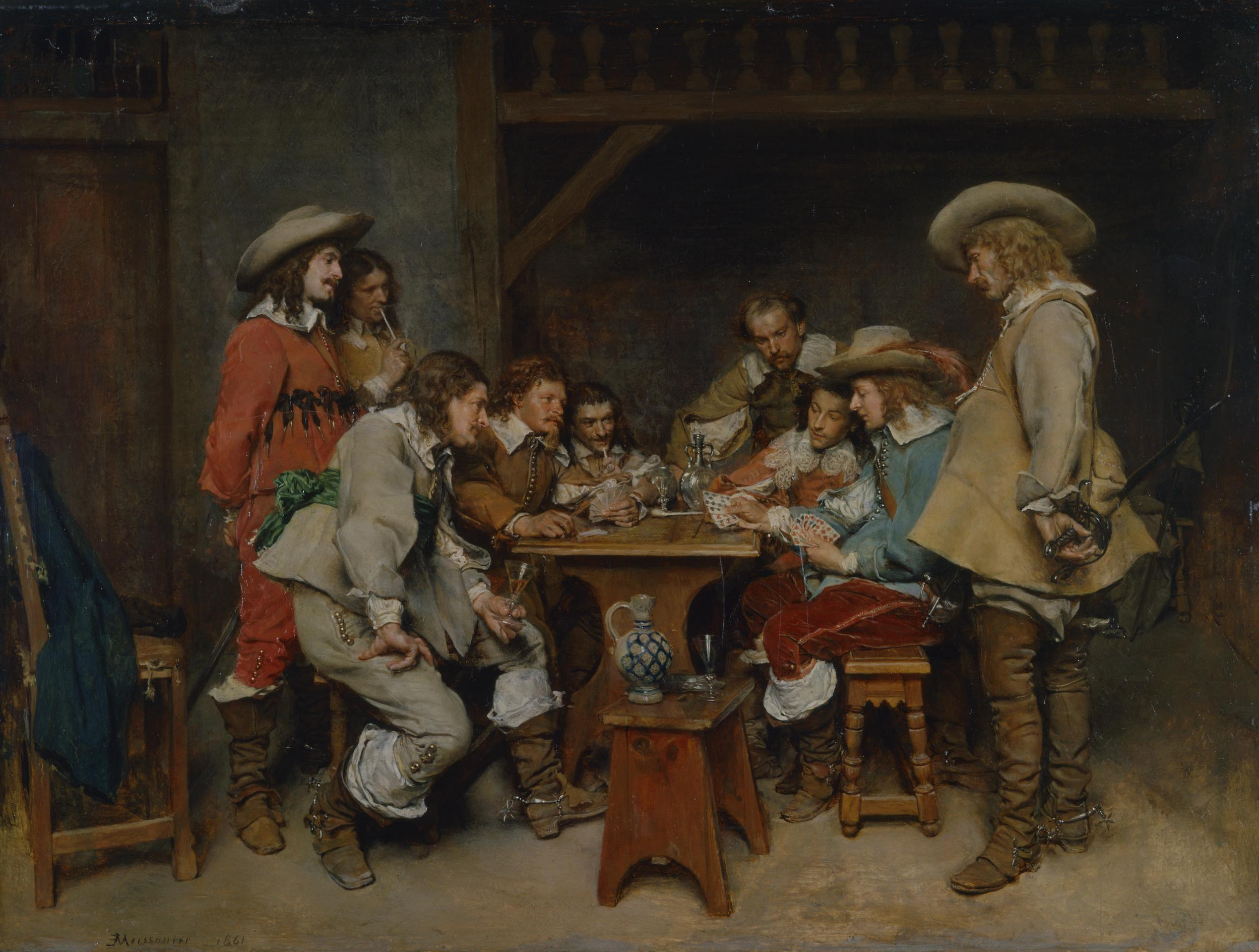
A Game of Piquet, 1861
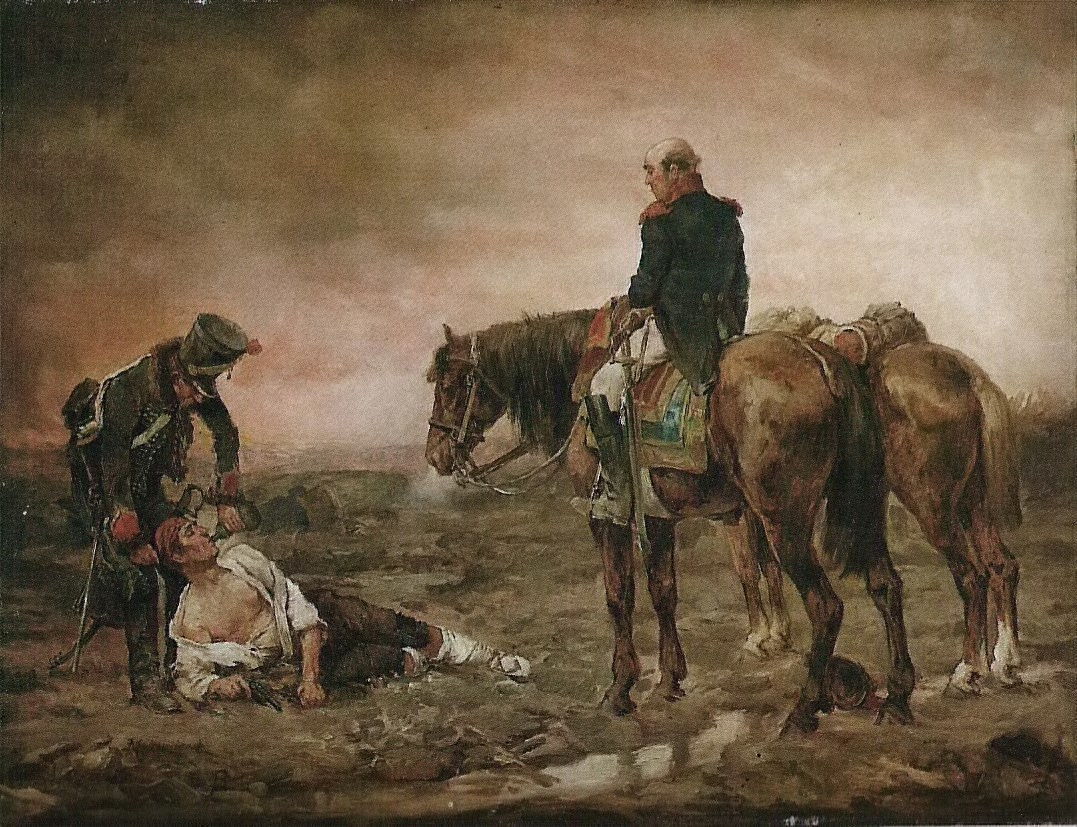
Relief after the Battle
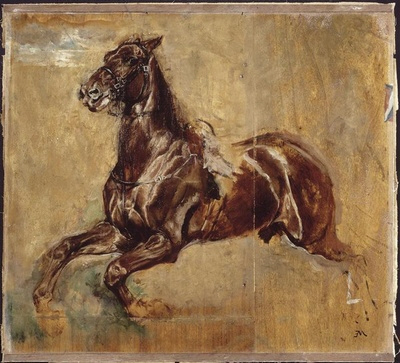
Estudo de um cavalo
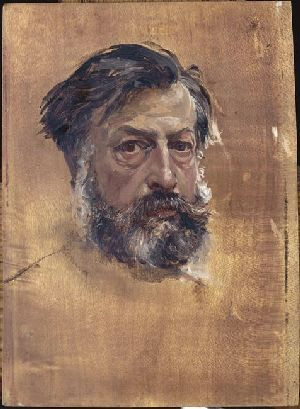
Auto-retrato, esboço a óleo, ca. 1865
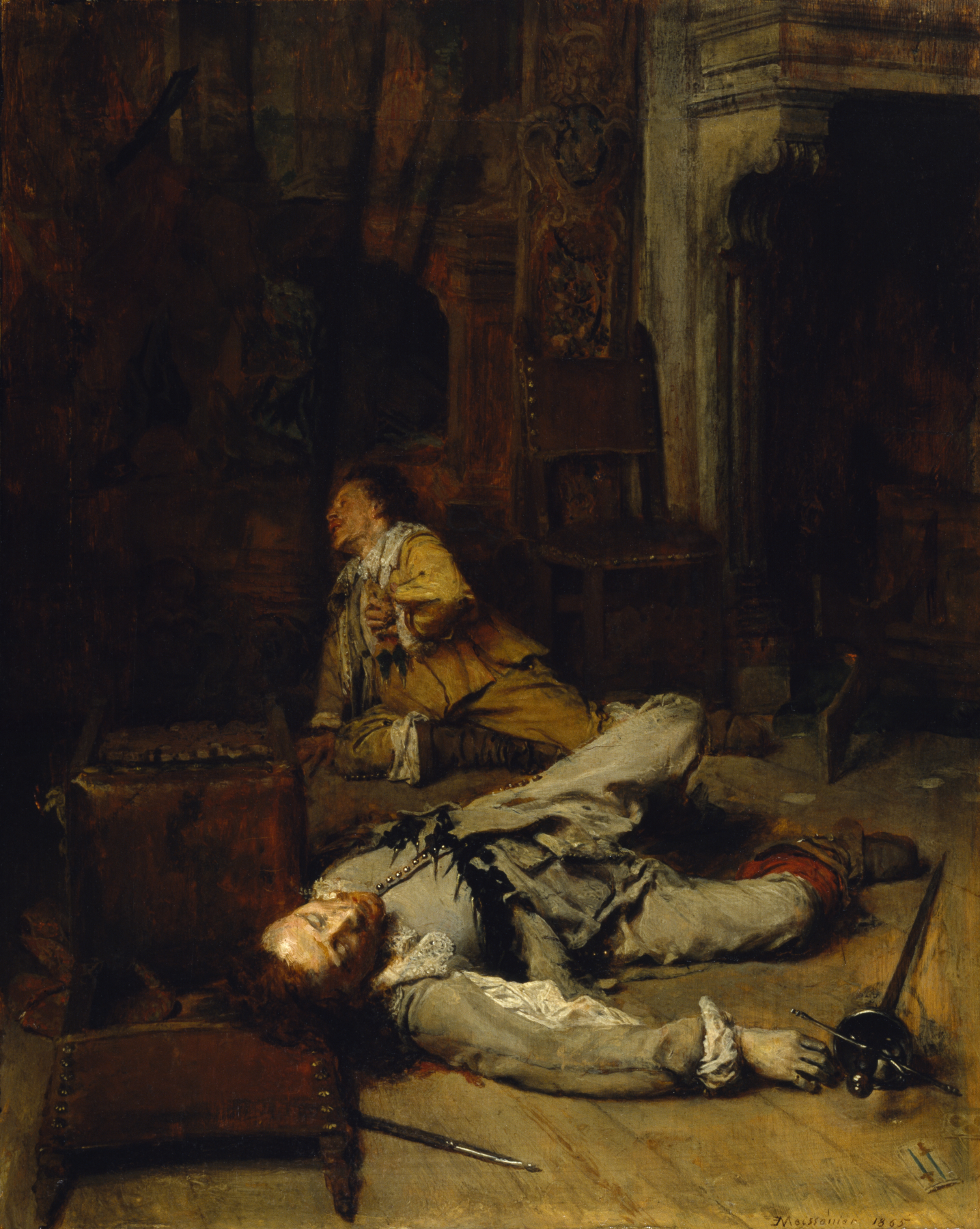
Fim do jogo de cartas, ca. 1870
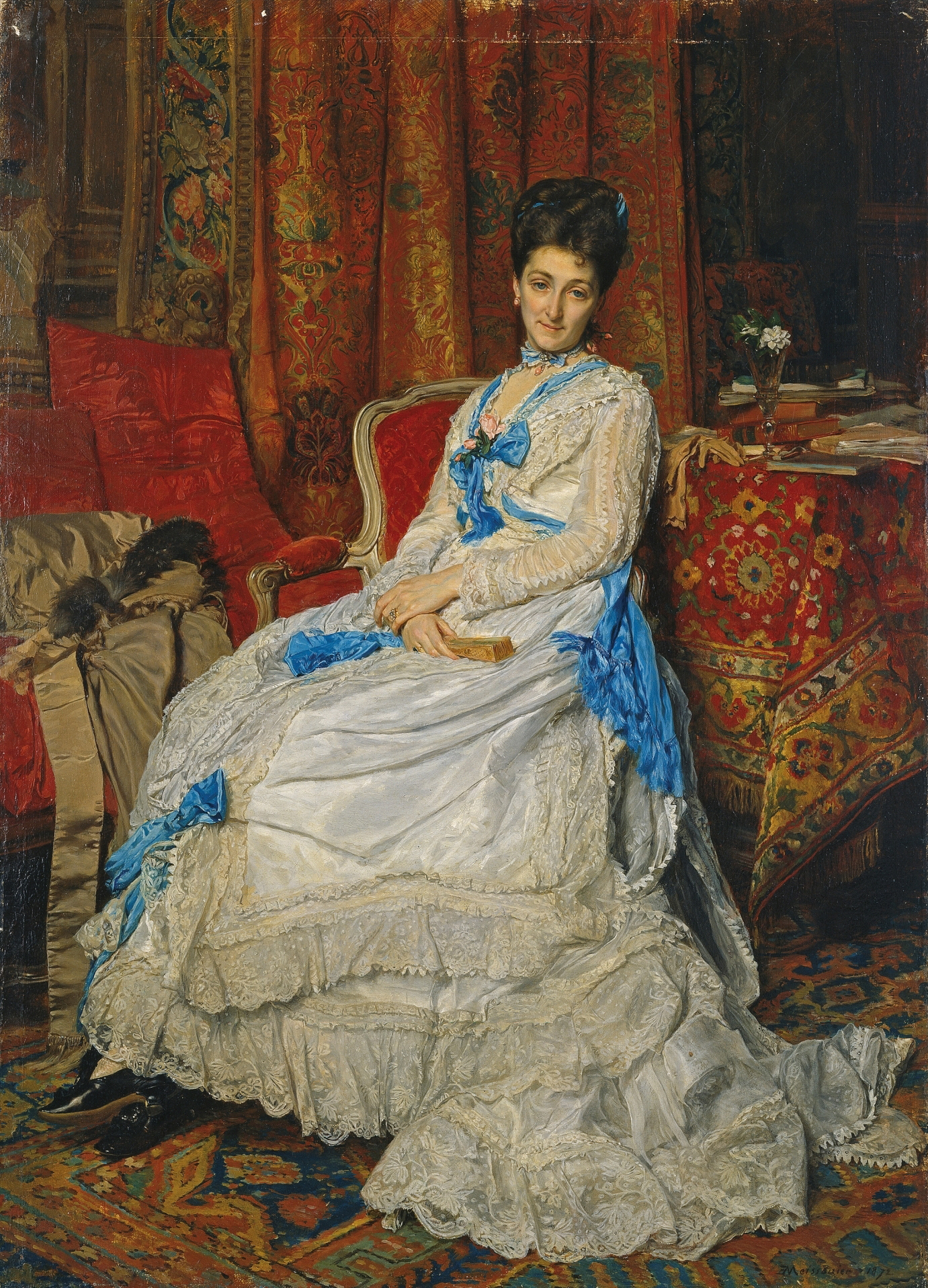
The Marchioness of Manzanedo, 1872
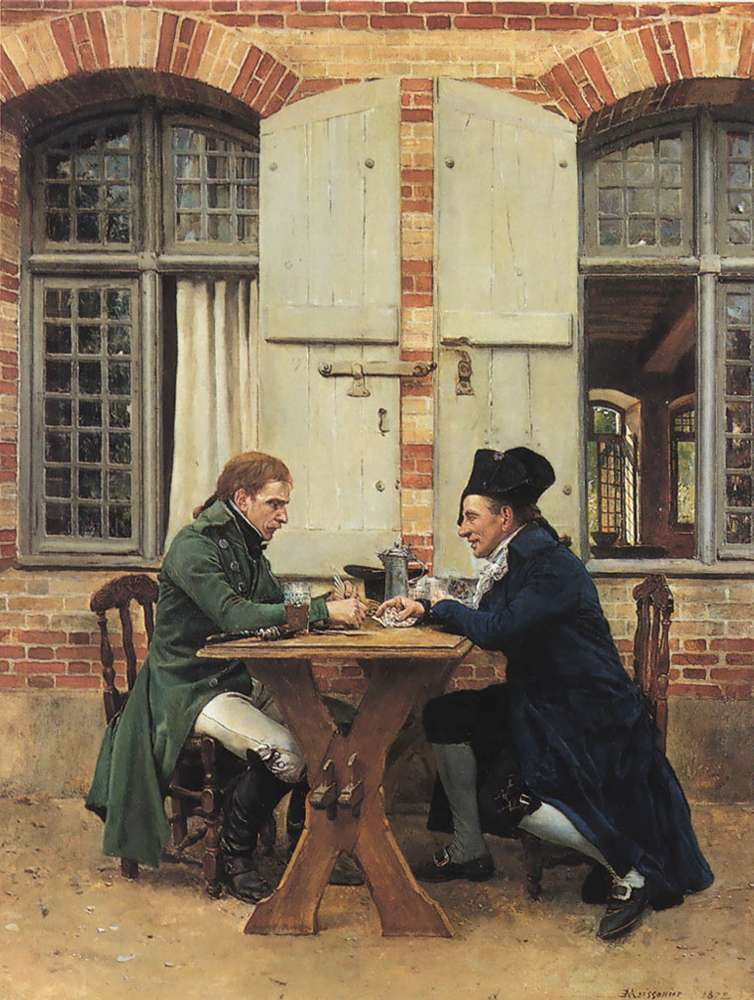
The Card Players, 1872
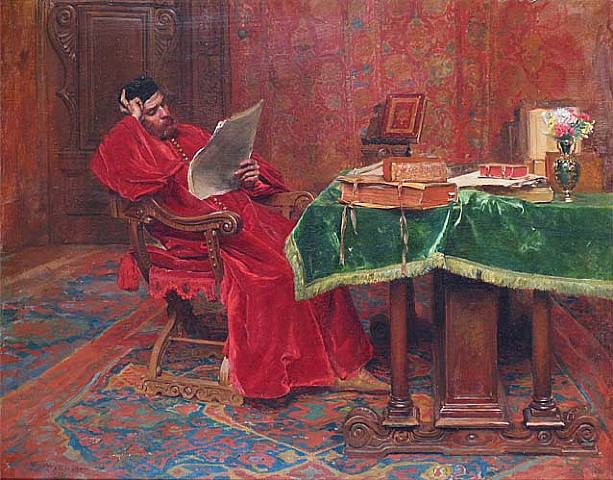
The Philosopher, 1878
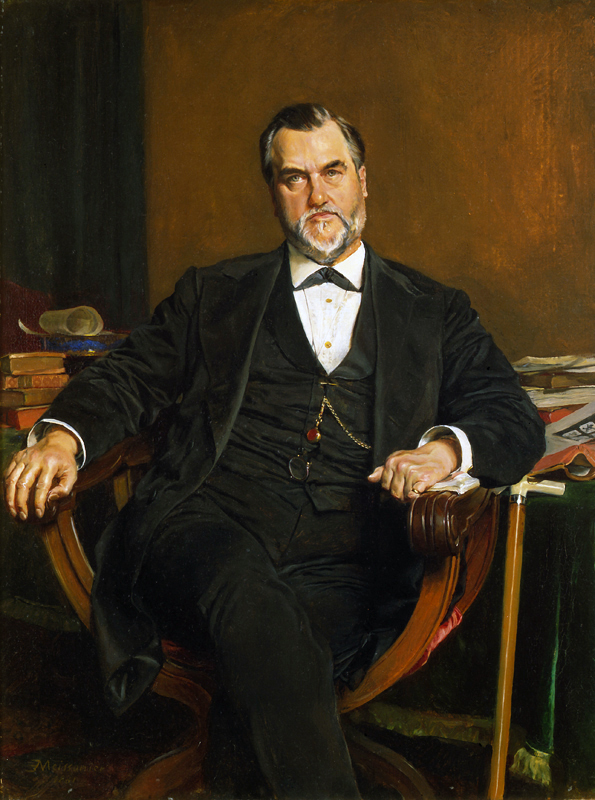
Leland Stanford, 1881
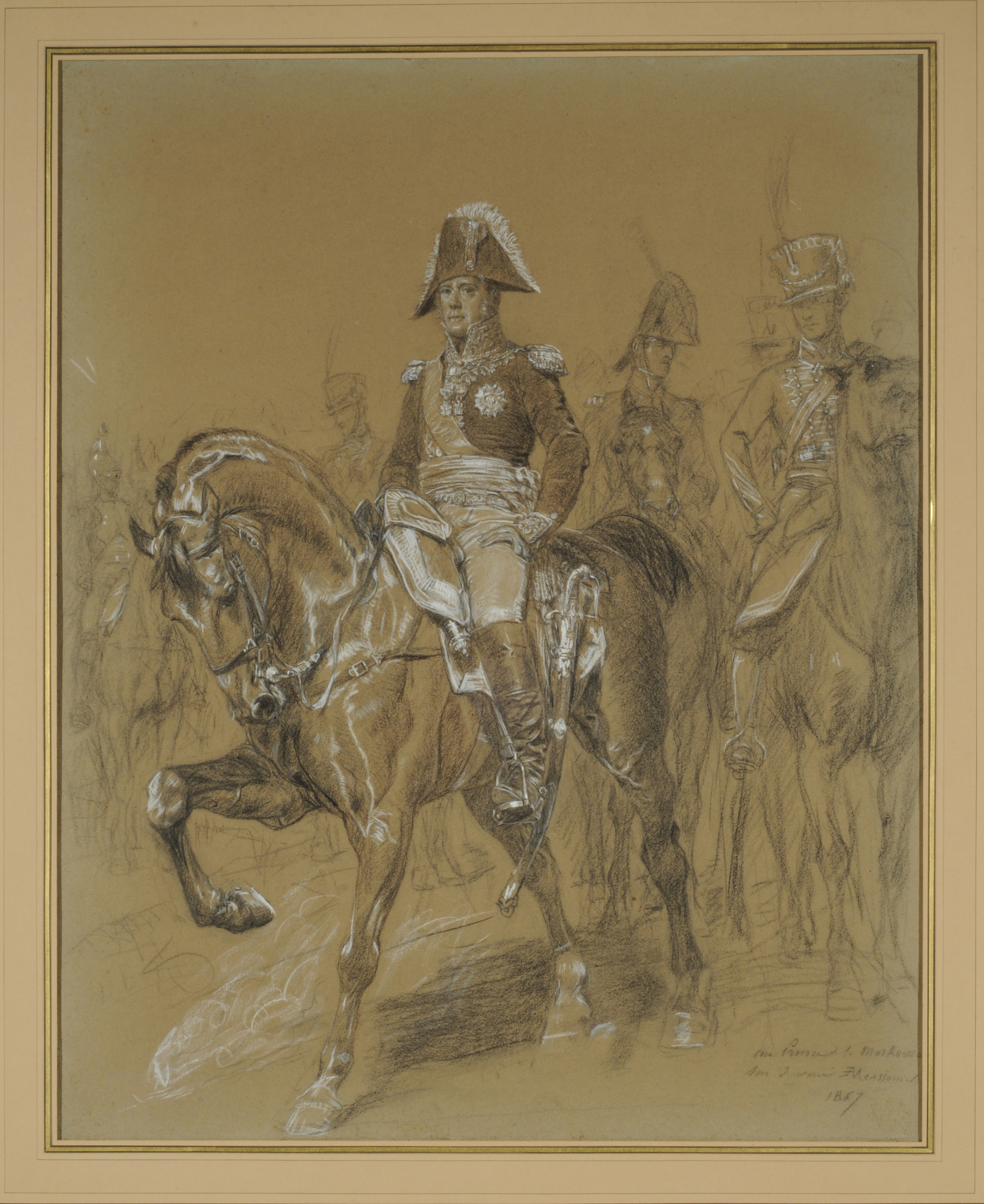
Retrato do Marechal Ney, Duc d'Elchingen
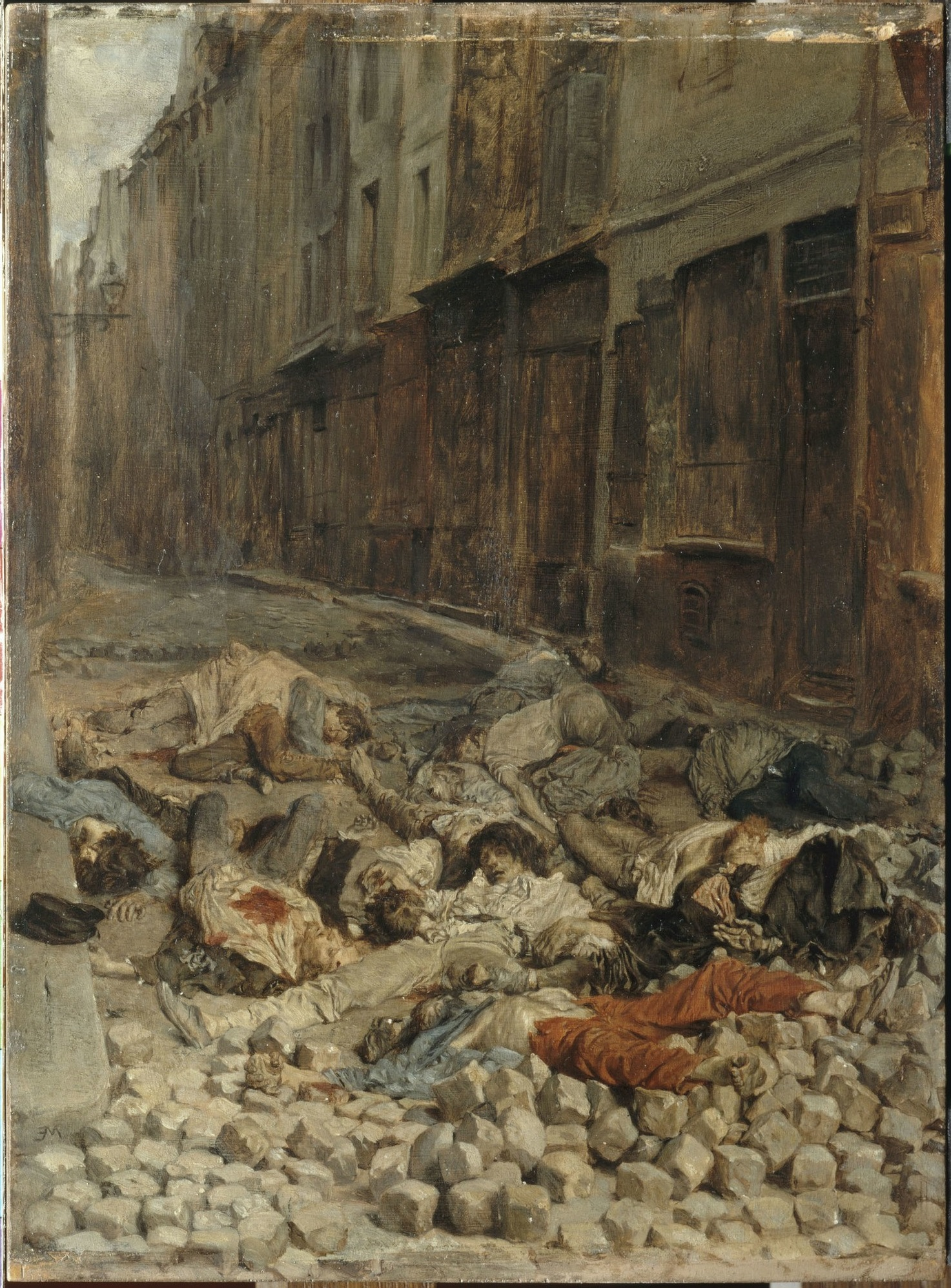
Rue de la Mortellerie, junho de 1848, 1850 (Louvre)
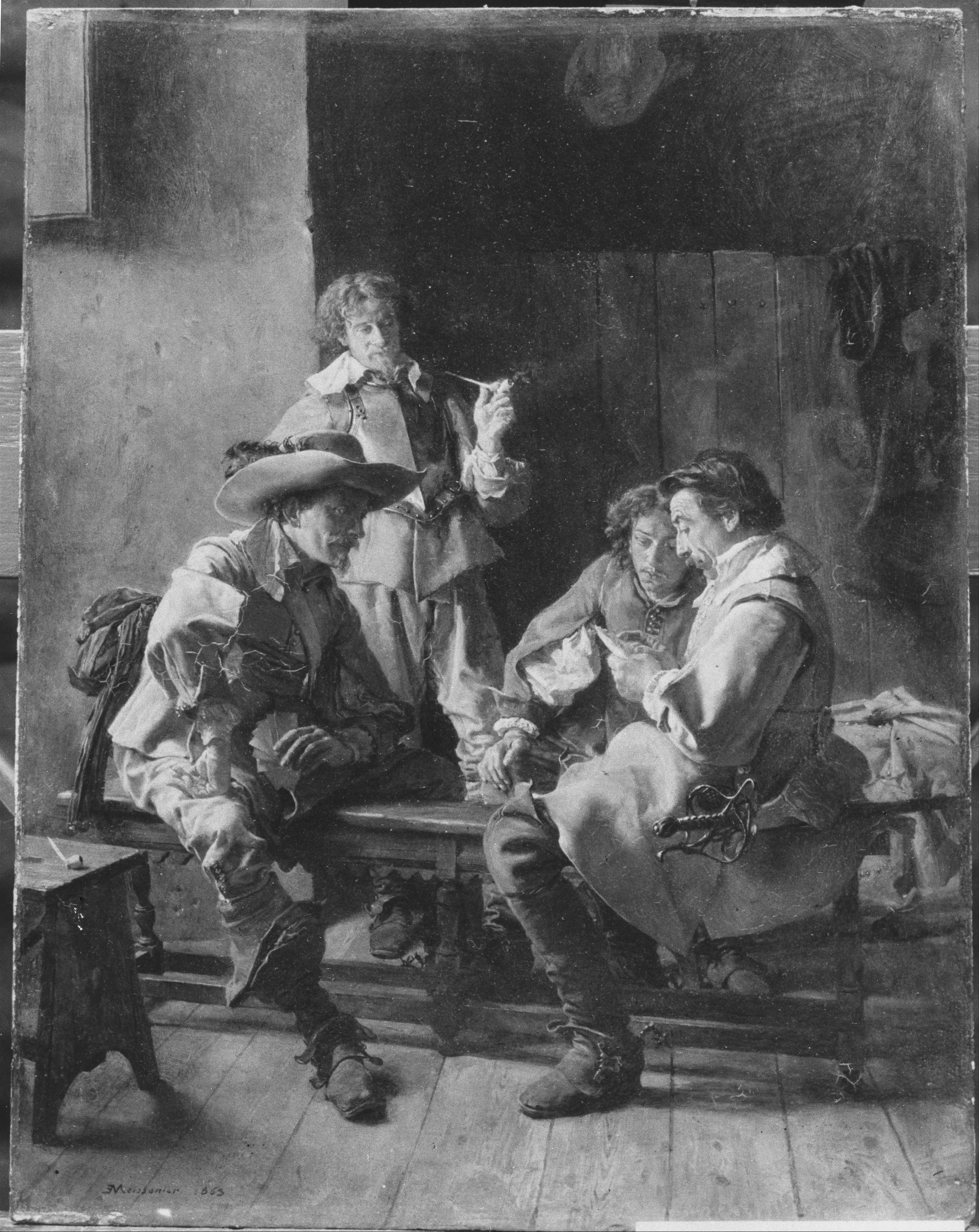
Os jogadores de cartas, 1863, Metropolitan Museum of Art
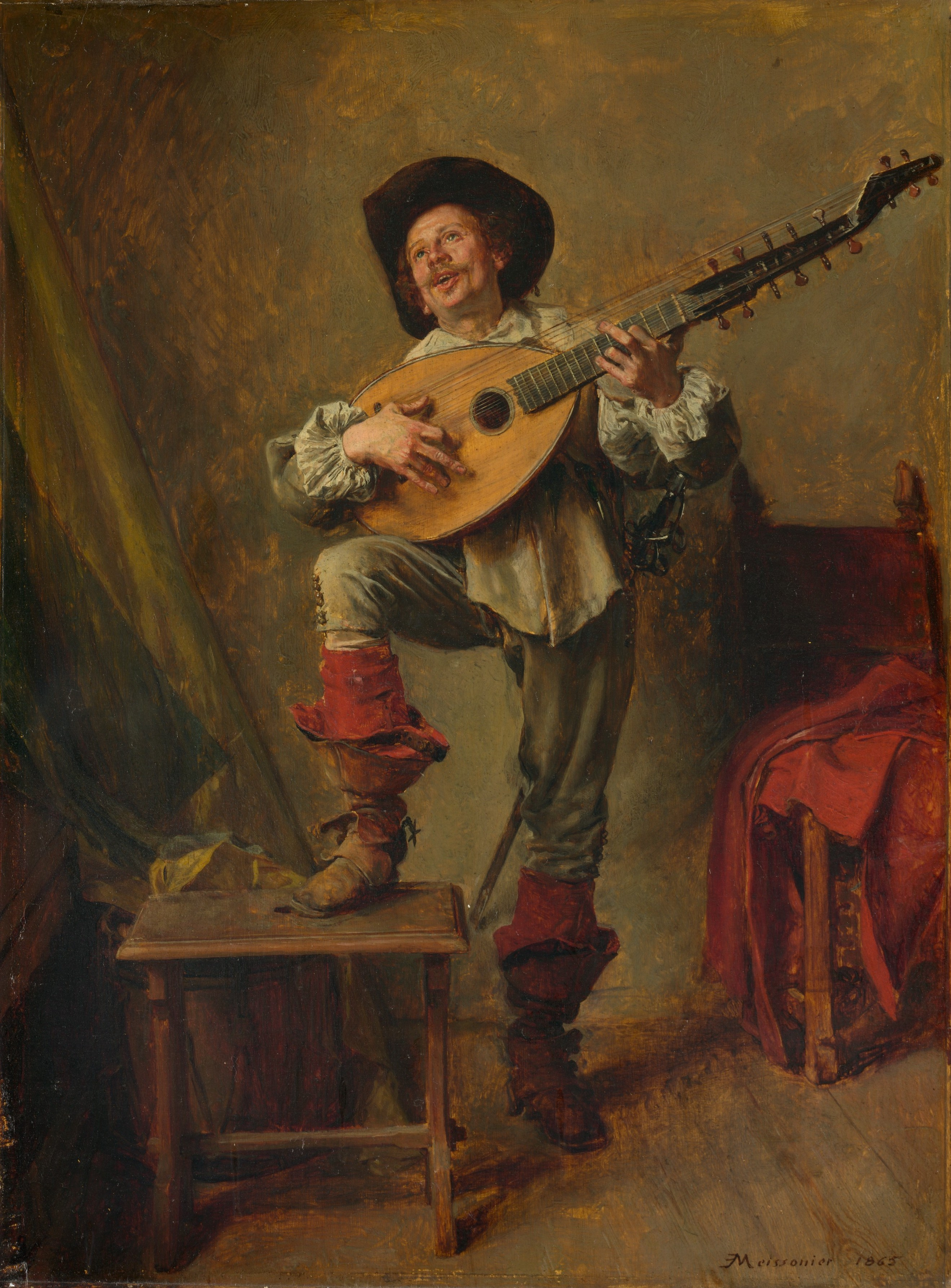
Soldado que joga o Theorbo, 1865, Metropolitan Museum of Art
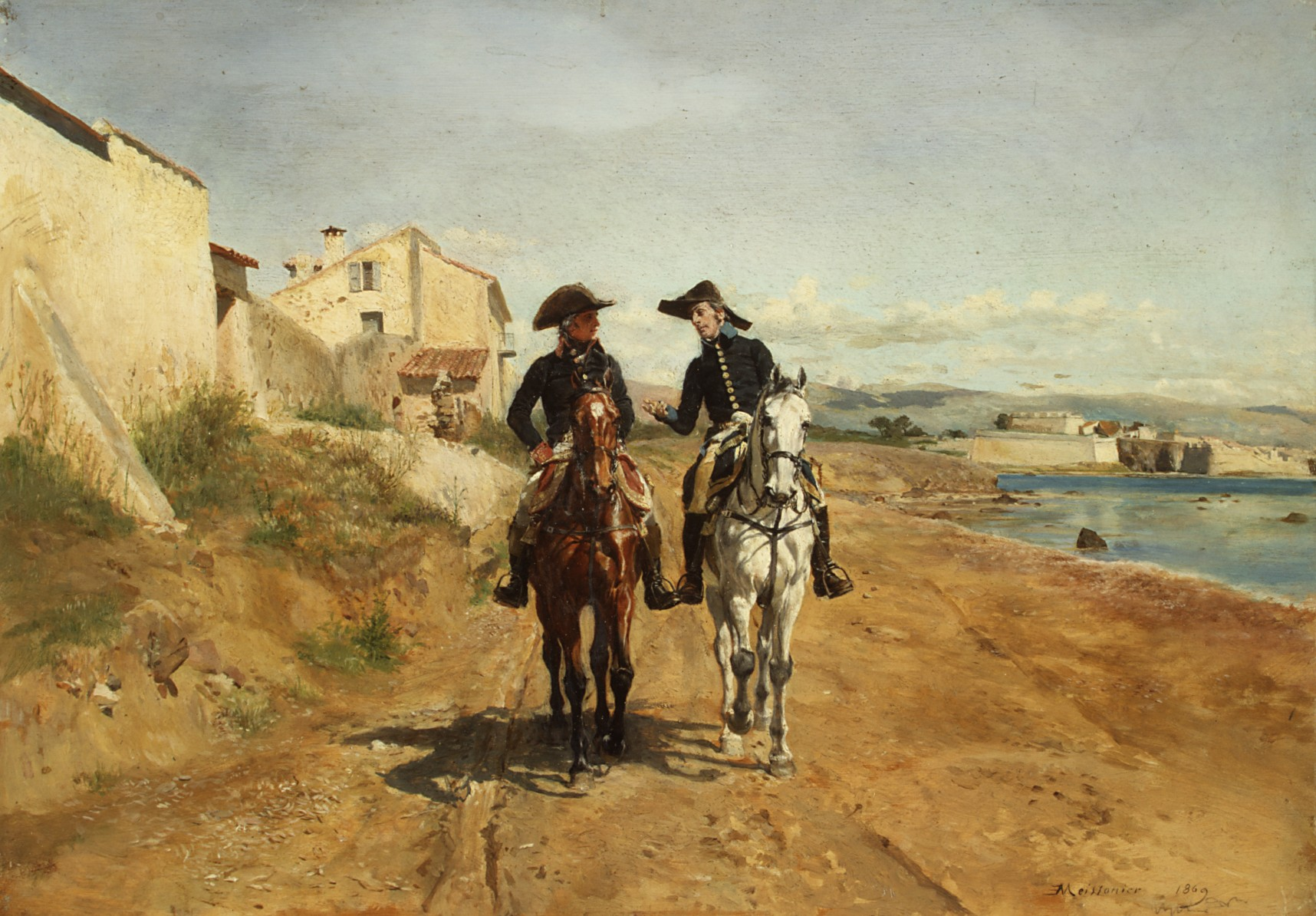
A General and His Aide-de-camp, 1869, Metropolitan Museum of Art